# Mr. Irish Bastard
Mr. Irish Bastard is een Ierse-celtic punkband uit Münster (stad) in Duitsland.

## Geschiedenis van de band
De band werd in de zomer van 2006 opgericht door zanger/gitarist The Irish Bastard Himself, de banjospeler Gran E. Smith en de tinwhistlespeelster Lady Lilly, drie muzikanten die eerder al samen in een Ierse punkband hadden gespeeld. De bassist Boeuf Strongenuff, die jarenlang met The Irish Bastard Himself in een andere band speelde, was snel voor het nieuwe project gewonnen. Andere vroege bandleden waren Ron Calli (drummer) en Mitch Mackes (gitarist). Groeiend succes bracht groeiende verplichtingen mee, waardoor de bezetting de eerste jaren nogal eens wisselde. Gaandeweg vormde zich een vaste kern, waartoe behalve de vier leden van het eerste uur inmiddels ook drummer Ivo K’Nivo behoort. Deze vaste Bastards werden en worden bij concerten bijgestaan door de „Travelling Bastards“ Itchy Quetchy (accordeonist) en de gitaristen P en Moe Leicester. Gaandeweg ontstond een trouwe schare fans en een onofficiële fanclub, het „Mr. Irish Bastard Street Team“. De band speelt veel en trekt steeds meer publiek, soms wel 6.000 mensen (Open Flair Festival).

## Muziek
Muzikaal wortelt Mr. Irish Bastard zowel in The Pogues als in klassieke punk. Ze vermengen deze wortels op eigen wijze, en schrikken er niet van terug daar ook andere invloeden en muziekrichtingen als bijvoorbeeld ska in te gebruiken. Dit verleggen van grenzen komt onder andere naar voren in covers van songs als „Livin´ la vida loca“ van Ricky Martin en „Why can´t I be you“ van The Cure. Toch overwegen de Ierse invloeden en speelt MrIB ook klassiekers als „Galway Bay“ en „Dirty Old Town“.
Persoonlijke muzikale invloeden van bandleden gaan van Sepultura, via Portishead tot Social Distortion.

## Cd's en tournees
Na het in eigen beheer uitbrengen van de ep „St. Mary’s School of Drinking“, waarvan de band er meer dan 3000 wist te verkopen, volgde begin 2008 het debuutalbum „The Bastard Brotherhood“, eveneens op het eigen Label Reedo Records. Van „The Bastard Brotherhood“ is inmiddels een tweede oplage beschikbaar, nadat de eerste onverwacht snel uitverkocht was. Bij Mad Drunken Monkey Records zijn vinylversies van de ep en het eerste album verkrijgbaar. Met „University of Hard Knocks“ (november 2008, Uncle Owen Records) en „Fortune & Glory“ (maart 2009, Proletopia Records) volgden releases in Japan en China. In maart 2010 verscheen het nieuwe album „A Fistful of Dirt“ bij „I Hate People Records“. Verder verschenen er opnamen van Mr. Irish Bastard op de samplers „Almost St. Patrick’s Day“, „Almost St. Patrick’s Day, Vol. II“ en „Rising Suns (Japan)“ en in de soundtrack van de ‘independent’ Film „Townies“ van de Bostonse regisseur Mike O’Dea. Een live video van het lied „Last Pint“ werd in 2008 op de dvd „Tribal Area DVD-Mag #8“ in SLAM alternative music magazine #37 gepubliceerd.
Al twee maanden na de oprichting werd Mr Irish Bastard door de band de Levellers uitgenodigd als openingsact op hun Europese tournee. Er volgde een tour langs uitverkochte kleinere zalen en een tour langs grote zalen met Fiddler's Green in het voorjaar van 2008. Vele concerten volgden en volgen, alsook een televisieoptreden voor een lokaal station in Bielefeld “Kanal 21” in januari 2009, dat op dvd verkrijgbaar is. Na in 2009 intensief door Duitsland getoerd te hebben, inclusief vele festivals, onder andere “Open Flair”, “Vainstream Rockfest” en “Serengeti”, volgen ook in 2010 weer veel optredens in heel Duitsland en daarbuiten: Italië, Oostenrijk, Polen, Zwitserland, Engeland en ook Nederland. In maart 2010 reist Mr. Irish Bastard voor de tweede keer naar Azië. Na een tour door China in mei 2009 China volgde in maart 2010 een tour door Japan.

## Discografie

### Albums
- The Bastard Brotherhood – 2008
- University of Hard Knocks – 2008 (Japan)
- Fortune & Glory – 2009 (China)
- A Fistful of Dirt – 2010

### Compilaties
- Almost St. Patrick's Day – 2007
- Rising Suns – 2009
- Almost St. Patrick's Day, Vol. II – 2009

### Ep's
- St. Mary's School of Drinking – 2006

### Dvd's
- Fernsehkonzert Mr. Irish Bastard 15.01.2009 – 2009

### Vinyl
- "St. Mary's School of Drinking" - 2009
- "The Bastard Brotherhood" - 2009

### Bijdragen
- Soundtrack Townies (Everything must Die)
- Tribal Area DVD-Mag #8 (Last Pints)

## Uitverkiezingen
Waardering voor hun muziek kreeg Mr. Irish Bastard bij herhaling van de lezers van het e-zine Celtic-Rock.de. In de categorie „Duitse band van het jaar“ werden ze in 2007 eerste, in 2008 tweede en in 2009 derde. In 2008 werd bovendien het album „Bastard Brotherhood“ tot tweede in de categorie „Album van het jaar“ en het lied „Let Go“ tot derde in de categorie „Song van het jaar“ verkozen. In 2009 behaalde men er de derde plaats in de categorie „beste live act“.